# Bahlam Ajaw
Bahlam Ajaw was een 7e-eeuws heerser, actief in Mexico. Hij werd beschreven op Monument 6 van de archeologische site Tortuguero in Zuid-Mexico en is onderdeel van een langere tekst die verhaalt over het leven van de heerser. De tekst illustreert de enige bekende Mayatekst waarin de datum 21 december 2012 als laatste dag van de aarde wordt genoemd. Wegens beschadigingen aan de steen kan de tekst niet volledig gelezen worden, maar de inscriptie lijkt te vermelden dat op 21 december 2012 de god Bolon Yokte' K'uh zal neerdalen. Over Bolon Yokte' K'uh is verder niet zoveel bekend.